# Steenbeekdries

Steenbeekdries é uma estrada empedrada no município de Maarkedal, na província belga de Flandres Oriental. Com o topo a 69 m de altitude, é uma das muitas formações nas colinas das Ardenas flamengas, no sul da Flandres Oriental. A estrada inteira é pavimentada em paralelepípedos; em 1995, a estrada dos Steenbeekdries foi classificada como um monumento paisagístico protegido.

## Ciclismo
O local é mais conhecido pelo ciclismo, pois aparace regularmente nos clássicos da primavera, principalmente o Tour of Flanders . A subida de 800 m segue imediatamente o Mariaborrestraat, um setor longo e plano de paralelepípedos e com gradiente médio de 7,6%, não é muito íngreme. A descida após a subida, o Stationsberg, é uma estrada de paralelepípedos retos e mal pavimentada e, de fato, mais íngreme do que os Steenbeekdries.
O Steenbeekdries foi incluído pela primeira vez na rota do Tour da Flandres em 2002 e permaneceu um local fixo na corrida. Nos últimos anos, chega a 39 km do final de Oudenaarde, geralmente a primeira subida após o notório Koppenberg.
O Steenbeekdries também é incluído regularmente na Dwars door Vlaanderen e no Tour of Flanders for Women.